# Miejska Komunikacja Samochodowa w Skarżysku-Kamiennej

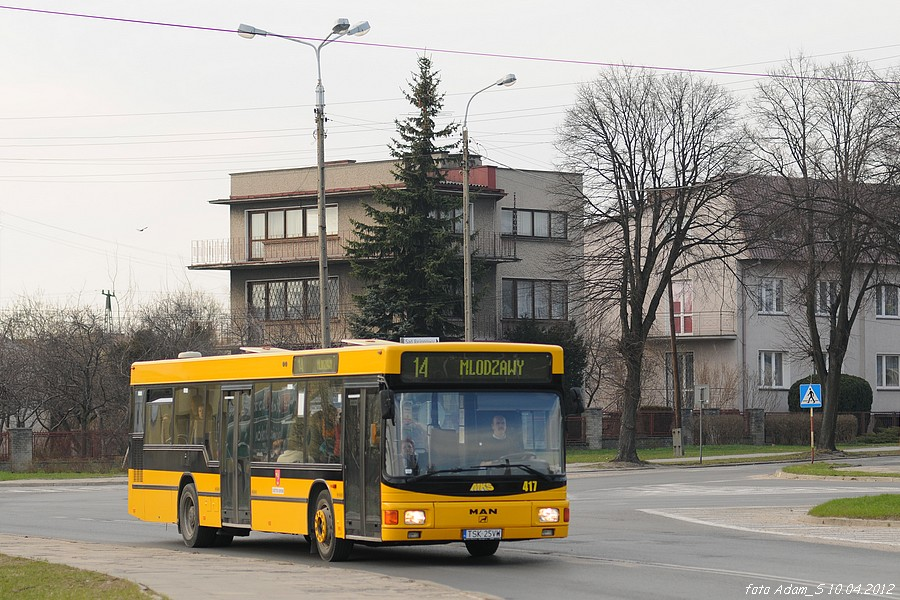
MAN NL 202 należący do MKS na ulicach Skarżyska-Kamiennej

Miejska Komunikacja Samochodowa w Skarżysku-Kamiennej – przedsiębiorstwo świadczące usługi z zakresu transportu osobowego na terenie miasta Skarżyska-Kamiennej.

## Historia
Początek miejskiej komunikacji w Skarżysku-Kamiennej przypada na dzień 1 kwietnia 1955 roku, kiedy to w ramach funkcjonującego Miejskiego Przedsiębiorstwa Gospodarki Komunalnej uruchomiono Zakład Komunikacji Miejskiej. W początkowym okresie działalności zakład dysponował trzema autobusami, które obsługiwały trzy linie łączące ze sobą najodleglejsze dzielnice miasta. Następne lata przyniosły powolny, lecz stały rozwój – tak w zakresie rozwoju sieci komunikacyjnej miasta i jego okolic, jak i poszerzania oraz unowocześniania zaplecza technicznego. Nie brakowało też problemów, typowych dla rozwijającego się przedsiębiorstwa (i samego miasta) w realiach centralnie sterowanej gospodarki okresu PRL. Okres przemian ustrojowych po 1989 r. przyniósł zupełnie nowe wyzwania, z jakimi firma uprzednio nie miała do czynienia. Reguły wolnego rynku zweryfikowały dotychczasowy stan rzeczy – czynniki takie jak m.in. schyłek przemysłu oraz znaczny wzrost bezrobocia na terenie Skarżyska-Kamiennej odbiły się negatywnie na sytuacji przedsiębiorstwa, doprowadzając do znacznego uszczuplenia oferty komunikacyjnej w porównaniu do szczytowego pod tym względem okresu lat 80. XX wieku.

### Początki – 1955-1959
W chwili podjęcia kroków w kierunku utworzenia komunikacji miejskiej, Miejskie Przedsiębiorstwo Gospodarki Komunalnej nie posiadało infrastruktury niezbędnej do prowadzenia tego rodzaju działalności. Chcąc uzyskać przydział autobusów, wizytującego MPGK przedstawiciela Ministerstwa Gospodarki Komunalnej wprowadzono w błąd, pokazując mu garaż Straży Pożarnej, będący rzekomo przeznaczony na przyjęcie pojazdów; budynek gospodarczy Łaźni Miejskiej miał z kolei służyć jako warsztat.
Podstęp najwyraźniej okazał się skuteczny – w marcu 1955 r. udało uzyskać się przydział czterech autobusów Star 52, które sprowadzono do Skarżyska z Sanoka jeszcze w tym samym miesiącu. Jednocześnie z Łodzi przybyło trzech pracowników tamtejszego Miejskiego Przedsiębiorstwa Komunikacyjnego, którzy przystąpili do szkolenia skarżyskiej załogi w zakresie organizowania warsztatu oraz opracowywania grafików i rozkładów jazdy.
Pierwsze autobusy wyjechały na trzy trasy 1 kwietnia 1955 r. Ich pojawienie się wywołało znaczne zainteresowanie mieszkańców, co – jak można przeczytać w Kronice komunikacji miejskiej miasta Skarżyska-Kamiennej – nie zawsze wiązało się z pozytywami:
Dzieci obrzucają autobusy błotem i kamieniami, bo konduktorzy zabierać ich na przejażdżki nie pozwalają. Awantury z pijanymi pasażerami, którzy uciekają się do rękoczynów, przeładowanie autobusów w godzinach rannych oraz w porze bezpośredniej po ukończeniu pracy – wymagają od obsługi spokoju, rozwagi, opanowania nerwowego, by zapewnić autobusom przebieg w ramach rozkładu jazdy. Organa MO nie zawsze starają się pomóc obsłudze, jakby z obawy, że nie zawsze znajdą posłuch wśród grupy okupującej autobusy. Zdarzały się wypadki, że kierowca po powrocie z trasy, zdawał dokumenty, rezygnując z pracy.
Ważniejsze wydarzenia
- 25 kwietnia 1957 r. Zakład Komunikacji Miejskiej przeniesiony został do obecnej siedziby przy ul. 1 Maja 103.
- 29 lipca 1958 r. w ZKM uruchomiono własną stację benzynową.
- 17 stycznia 1959 w godzinach nocnych na przejeździe kolejowo-drogowym w ciągu ulicy Armii Ludowej (obecnie ul. Legionów) doszło do kolizji autobusu z pociągiem, w wyniku którego ciężko ranni zostali kierowca i konduktorka. Trzej obecni w autobusie pasażerowie nie odnieśli obrażeń.
- 17 marca 1959 r. na terenie miasta pojawił się pierwszy kryty przystanek, zlokalizowany przy ul. Armii Ludowej (obecnie ul. Legionów) naprzeciwko „Delikatesów” (późniejszego DH Tęcza).

### 1960-1969
Lata 60. XX wieku to dla przedsiębiorstwa okres dalszego rozwoju – kontynuowano zwiększanie liczby autobusów, stopniowo wycofując z taboru pojazdy typu Star 52 na rzecz Sanów, uruchomiono także szereg nowych linii (w tym też podmiejskich). Z uwagi na niską frekwencję i zły stan infrastruktury drogowej na niektórych trasach zaszła jednak konieczność skrócenia bądź całkowitej likwidacji wybranych linii. Prawdziwą plagą były także akty wandalizmu:
Zjawiskiem ujemnym spotykanym nagminnie na terenie miasta jest systematyczne zrywanie wywieszonych rozkładów jazdy, oraz niszczenie gablot przez wybijanie szyb, oraz wyrywanie metalowych obramowań. Organa M.O. nie wykryły dotychczas sprawców chuligańskich wyczynów, poza jednym wypadkiem, którego autorem okazał się pijany młody nauczyciel (?) ze Starachowic.
W 1960 roku ZKM podjął próbę zajęcia kolejnych nisz rynkowych poza zbiorowym transportem osobowym – na ulicach pojawiły się taksówki bagażowe oraz osobowe. TAXI osobowe okazały się nierentowne, w związku z czym zostały po niespełna czterech latach sprzedane w drodze przetargu – ich nabywcami zostali kierowcy, którzy dotychczas eksploatowali je w ramach umowy z przedsiębiorstwem.
Rok 1967 przyniósł pierwszą poważną zmianę organizacyjną – na podstawie uchwały nr 15/92/66 Prezydium Miejskiej Rady Narodowej w Skarżysku-Kamiennej z dnia 15 lipca 1966 r. wydzielono ZKM z Miejskiego Przedsiębiorstwa Gospodarki Komunalnej, tworząc Miejskie Przedsiębiorstwo Komunikacyjne (MPK).
Ważniejsze wydarzenia
- 8 marca 1960 r. Zakład Komunikacji Miejskiej rozpoczął świadczenie usługi przewozów bagażowych przy użyciu furgonów bagażowych. Postoje taksówek zorganizowano przy dworcu PKP oraz przy ul. Granicznej (obecnie al. Piłsudskiego).
- 20 grudnia 1960 r. z winy dróżnika, który nie zamknął zapór na przejeździe kolejowo-drogowym w Wojtyniowie, o godzinie 21:50 doszło do kolizji autobusu linii nr 4 z pociągiem. Dróżnik zbiegł z miejsca zdarzenia; nikt nie odniósł poważniejszych obrażeń.
- 22 grudnia 1960 r. na ulicach miasta pojawiło się pierwsze TAXI osobowe.
- 4 listopada 1963 r. po raz pierwszy wprowadzono jednoosobową obsługę autobusów – kierowcy przejęli funkcje konduktorów.
- 1 kwietnia 1964 r. zakończono działalność taksówek osobowych.
- 27 sierpnia 1964 r. o godz. 7:21 doszło do pierwszego śmiertelnego wypadku z udziałem autobusu ZKM – na skrzyżowaniu ulic Prusa i Norwida potrącony został przechodzień, który – czytając gazetę – wszedł na jezdnię prosto pod koła pojazdu.
- 1 stycznia 1967 r. wydzielono ZKM z Miejskiego Przedsiębiorstwa Gospodarki Komunalnej, tworząc Miejskie Przedsiębiorstwo Komunikacyjne (MPK).

### 1970-1979
Na początku lat 70. zaszła konieczność przedłużenia czasu kursowania autobusów do godziny 24, aby umożliwić powrót do domu pracownikom kończącym II zmianę oraz dojazd do zakładów osobom rozpoczynającym pracę na III zmianę.
W połowie dekady nadszedł trudniejszy czas dla przedsiębiorstwa – ogólnokrajowe problemy w zakresie produkcji autobusów spowodowały ograniczenie dostaw nowego taboru, w wyniku czego trudno było utrzymać liczbę kursów na dotychczasowym poziomie. W 1975 r. doszło do kolejnej zmiany organizacyjnej – utworzono Wojewódzkie Przedsiębiorstwo Komunikacji Miejskiej w Kielcach, w którego skład weszło skarżyskie przedsiębiorstwo jako WPKM o/Skarżysko-Kamienna. Struktura ta utrzymała się do końca 1980 roku i – jak okazało się w praktyce – była mało wydajna, czego przejawem było m.in. spowolnienie rozwoju sieci komunikacyjnej.
Ważniejsze wydarzenia
- 1 stycznia 1975 r. utworzono Wojewódzkie Przedsiębiorstwo Komunikacji Miejskiej w Kielcach, w skład którego weszło skarżyskie przedsiębiorstwo jako oddział.
- 1 kwietnia 1975 r. obchodzono dwudziestolecie istnienia przedsiębiorstwa.

### 1980-1989
Początek lat 80. przyniósł kolejne zmiany organizacyjne – na mocy rozporządzenia 30/80 wojewody kieleckiego, 1 stycznia 1981 r. Oddział Komunikacji Miejskiej w Skarżysku-Kam. przekształcony został na Miejskie Przedsiębiorstwo Komunikacyjne, podległe organizacyjnie Rejonowemu Przedsiębiorstwu Gospodarki Komunalnej i Mieszkaniowej w Kielcach. Rok później MPK przekazane zostało pod zarząd naczelnika miasta Skarżyska-Kamiennej.
W czerwcu 1982 roku na ulice miasta wyjechał pierwszy wielkopojemny Jelcz PR-110. W latach następnych liczba tych autobusów systematycznie rosła, stopniowo wypierając z taboru mniejsze Autosany. Z czasem doprowadziło to do braku miejsca na terenie bazy, w wyniku czego zdecydowano się przenieść część taboru na tymczasowy, dodatkowy plac postojowy, zlokalizowany przy ówczesnej ulicy Powstańców 1905 r.
Rozwój przedsiębiorstwa trwał mniej więcej do połowy dekady, co przejawiało się modernizacją infrastruktury i rozwojem sieci komunikacyjnej – w 1985 r. uruchomiono linie nr 35 i 36, kursujące odpowiednio do Suchedniowa oraz Zbijowa, a niebawem linię nr 37 pokrywającą się z linią nr 1. Od roku 1988 widać było wyraźne pogorszenie kondycji przedsiębiorstwa – będące wynikiem inflacji podwyżki cen podzespołów znacznie zwiększyły koszty jego funkcjonowania. Istotny problem stanowiły też braki kadrowe – głównie wśród kierowców. Ciągle pogarszająca się sytuacja doprowadziła ostatecznie do referendum, w którym pracownicy nie udzielili wotum zaufania dotychczasowemu Dyrektorowi Naczelnemu. Nowym dyrektorem po raz pierwszy w historii zakładu została kobieta – Władysława Nowak.
Ważniejsze wydarzenia
- 23 sierpnia 1984 r. o godz. 6:43 na przejeździe kolejowo-drogowym z zaporami w ciągu ul. Asfaltowej doszło do tragicznego w skutkach zderzenia autobusu MPK z pociągiem – w jego wyniku śmierć poniosły 4 osoby, kilka osób doznało poważnych obrażeń. Przyczyną wypadku było niezamknięcie rogatek.
- wrzesień 1984 r. – zainstalowano pierwsze zadaszenia przystanków typu poznańskiego.
- 1985 r. – w miejsce pisanych odręcznie rozkładów jazdy po raz pierwszy pojawiły rozkłady drukowane.
- 1987 r. – silne mrozy, sięgające poniżej −30 °C, spowodowały zamarzanie paliwa i urządzeń hydraulicznych w autobusach, co doprowadziło do przerw w ruchu na trasach komunikacyjnych.
- 1988 r. – w MZK Warszawa zakupiono wóz pogotowia technicznego.

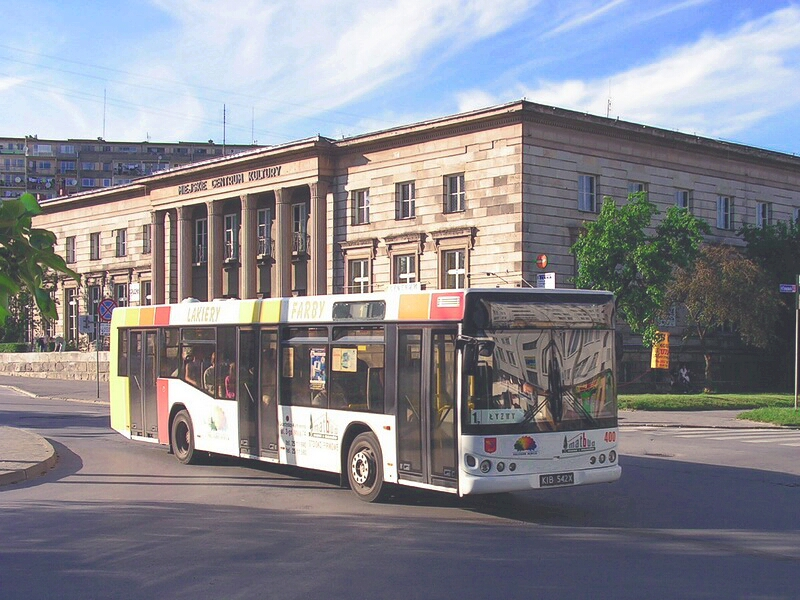
Neoplan K4016TD skarżyskiego MKS na trasie (2006)

### 1990-1999
Zmiany ustrojowe, jakie zaszły w Polsce na przełomie dziesięcioleci, stanowiły dla MPK okres próby – przedsiębiorstwo musiało odnaleźć się w nowej rzeczywistości ekonomicznej i poradzić sobie w sytuacji ograniczonego wsparcia państwa. 27 lipca 1990 roku Rada Miasta Skarżyska-Kamiennej zobowiązała MPK do przedstawienia projektu zmian mających na celu ograniczenie dotacji budżetowej. Wdrożony program oszczędnościowy obejmował między innymi:
- zmniejszenie zatrudnienia,
- zmniejszenie liczby działów w przedsiębiorstwie,
- reorganizację kursowania linii i ograniczenie liczby wykonywanych wozokilometrów,
- podjęcie negocjacji o dofinansowanie z gminami, na terenie których MPK świadczyło usługi przewozowe.

W sytuacji, gdy przydziały autobusów przeszły do historii, kwestia utrzymania i modernizacji taboru stała się jednym z głównych problemów. Wiele autobusów przeznaczono do kasacji – zmniejszenie stanu taboru pozwoliło na rezygnację z dzierżawy dodatkowego placu postojowego, co uczyniono w maju 1991 r. Poza nowymi autobusami, zdecydowano się na zakup używanych, duńskich pojazdów marki DAB, co okazało się tańsze od kapitalnego remontu Jelczy. Kolejny problem stanowiło szybko rosnące bezrobocie, upadek wielu państwowych przedsiębiorstw i tym samym zmniejszenie liczby pasażerów. Sytuację dodatkowo utrudniała konkurencja ze strony skarżyskiego oraz starachowickiego PKS, a także prywatnych przewoźników, których działalność rozwinęła się w drugiej połowie dekady.
Mimo trudności, w granicach możliwości finansowych trwała modernizacja i reorganizacja przedsiębiorstwa. W 1992 r. zmodernizowano stacją diagnostyczną oraz rozpoczęto komputeryzację przedsiębiorstwa. Rozszerzony został ponadto zakres działalności – MPK rozpoczął świadczenie dodatkowych usług takich jak wynajem autobusów, badania techniczne i naprawa pojazdów, badania psychotechniczne oraz przyjmowanie reklam na pojazdy.
Jedną z ważniejszych zmian dokonanych w latach 90. było przekształcenie MPK w jednoosobową spółkę z ograniczoną odpowiedzialnością pod nazwą Miejska Komunikacja Samochodowa w Skarżysku-Kamiennej Sp. z o.o.. 21 maja 1997 r. spółka została wpisana do rejestru handlowego i w przyjętej postaci funkcjonuje do dziś. Jeszcze tego samego roku podjęto próbę pozyskania kapitału zewnętrznego – na zamieszczoną w „Rzeczpospolitej” ofertę odpowiedziała tylko jedna, pochodząca z Niemiec firma. Podjęto kroki zmierzające do zawarcia porozumienia, jednak wobec sprzeciwu Komisji Zakładowej NSZZ Solidarność, argumentowanego brakiem wystarczających danych na temat wiarygodności firmy, nigdy nie zostało ono osiągnięte.
Ważniejsze wydarzenia
- 2 lutego 1991 r. stanowisko dyrektora generalnego objął Marian Banaszewski.
- 1 kwietnia 1995 r. (nota bene w 40. rocznicę powstania przedsiębiorstwa) na stanowisko dyrektora powołany został Waldemar Mazur, późniejszy (2002–2006) prezydent Skarżyska-Kamiennej.
- 27 maja 1995 r. w ramach podsumowania obchodów 40-lecia firmy odbyło się uroczyste spotkanie z udziałem władz wojewódzkich, miejskich i pracowników MPK.
- 3 marca 1997 r. podpisany został przez przedstawicieli gminy akt założycielski spółki.
- 21 maja 1997 r. spółka została wpisana do rejestru handlowego.
- 1 września 1999 r. nowym prezesem spółki został Jerzy Ziomek.

### 2000–
Na początku XXI wieku zakupiono 3 autobusy polskiego producenta – 2 Jelcze 120M oraz Jelcza L120. W roku 2005 wycofano wszystkie autobusy DAB LS575-6x0 oraz jednego Jelcza M11 z uwagi na zbyt duże zużycie paliwa. W zamian sprowadzono 4 autobusy typu Mercedes-Benz O303-11ÜHE oraz jednego Neoplana N407.
Od 2011 roku rozpoczęła się wymiana przestarzałego i wyeksploatowanego taboru (głównie Jelczy M11 i Jelczy PR110M) na nowsze niskopodłogowe pojazdy. Od PGK Suwałki odkupiono 7 autobusów MAN NL 202, które po kilkutygodniowej próbnej eksploatacji ostatecznie zostały wpisane na stan MKS. W 2012 zakupiono dwa Jelcze M081MB – jeden z nich w chwili pierwszego wjazdu do zajezdni uległ poważnej kolizji.

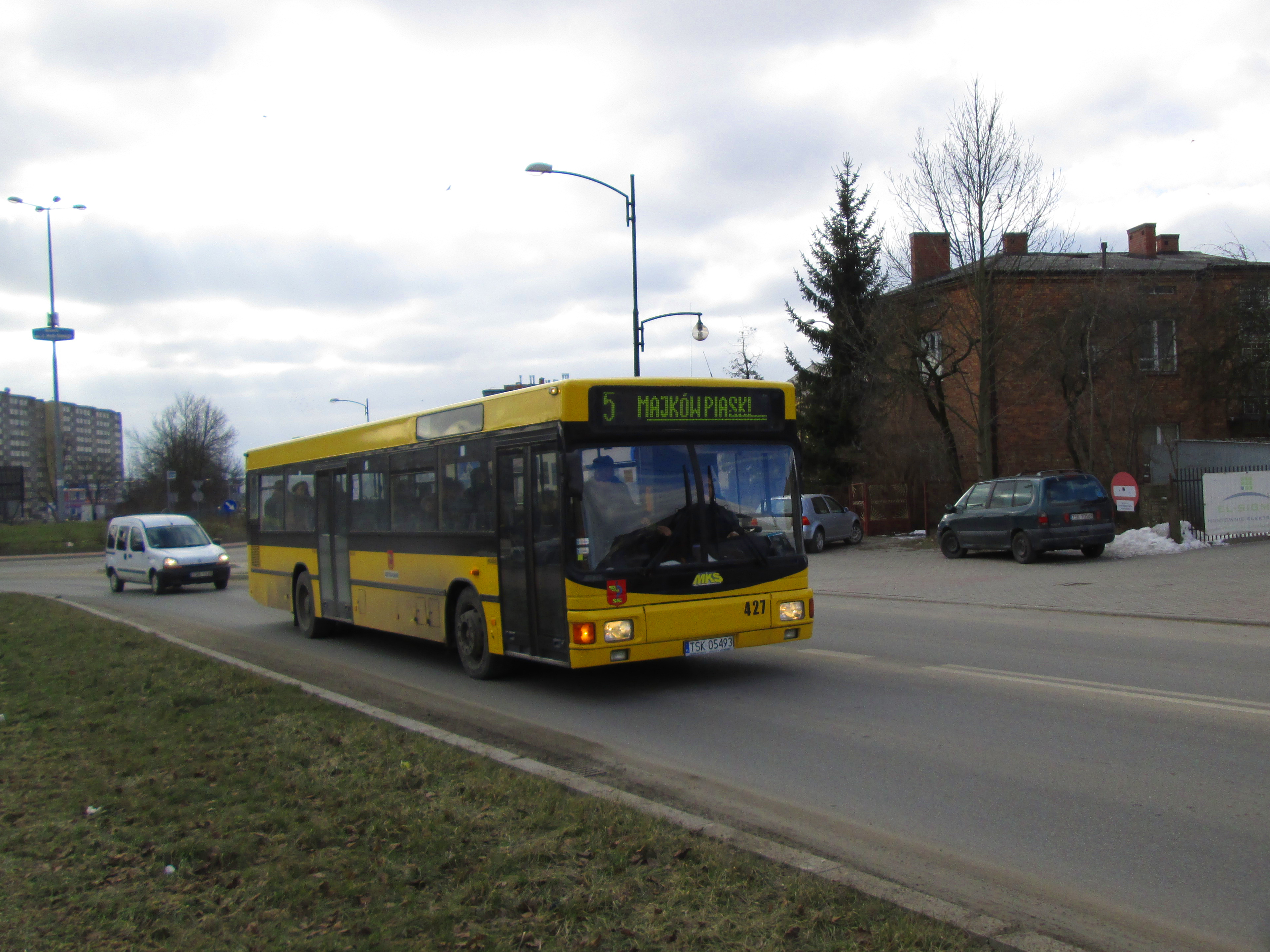
Autobus MAN EL 202 na linii 5

Na początku 2013 roku w związku z trudną sytuacją finansową MKS przedstawił propozycje reorganizacji linii autobusowych. Założeniem projektowanej reorganizacji było ograniczenie ilości wykonywanych wozokilometrów oraz skrócenie czasu pracy kierowców. Projekt zgodnie z decyzją prezydenta miasta Romana Wojcieszka poddany został konsultacjom społecznym – zmiany konsultowane były z radami osiedlowymi oraz mieszkańcami, którzy mogli przesyłać swoje uwagi dotyczące projektu. W końcu 29 czerwca 2013 roku w życie wszedł pierwszy etap reorganizacji – polegał on głównie na likwidacji nieopłacalnych kursów oraz korekcie tras kilku linii autobusowych.
Zakupione również zostały używane autobusy: dwa pojazdy MAN NM 223, MAN NM 152, MAN NL 222, MAN EL 202. Wszystkie autobusy są wyposażone w skrzynie automatyczne, zgodnie z wymaganiami MKS ujętymi w przetargu.

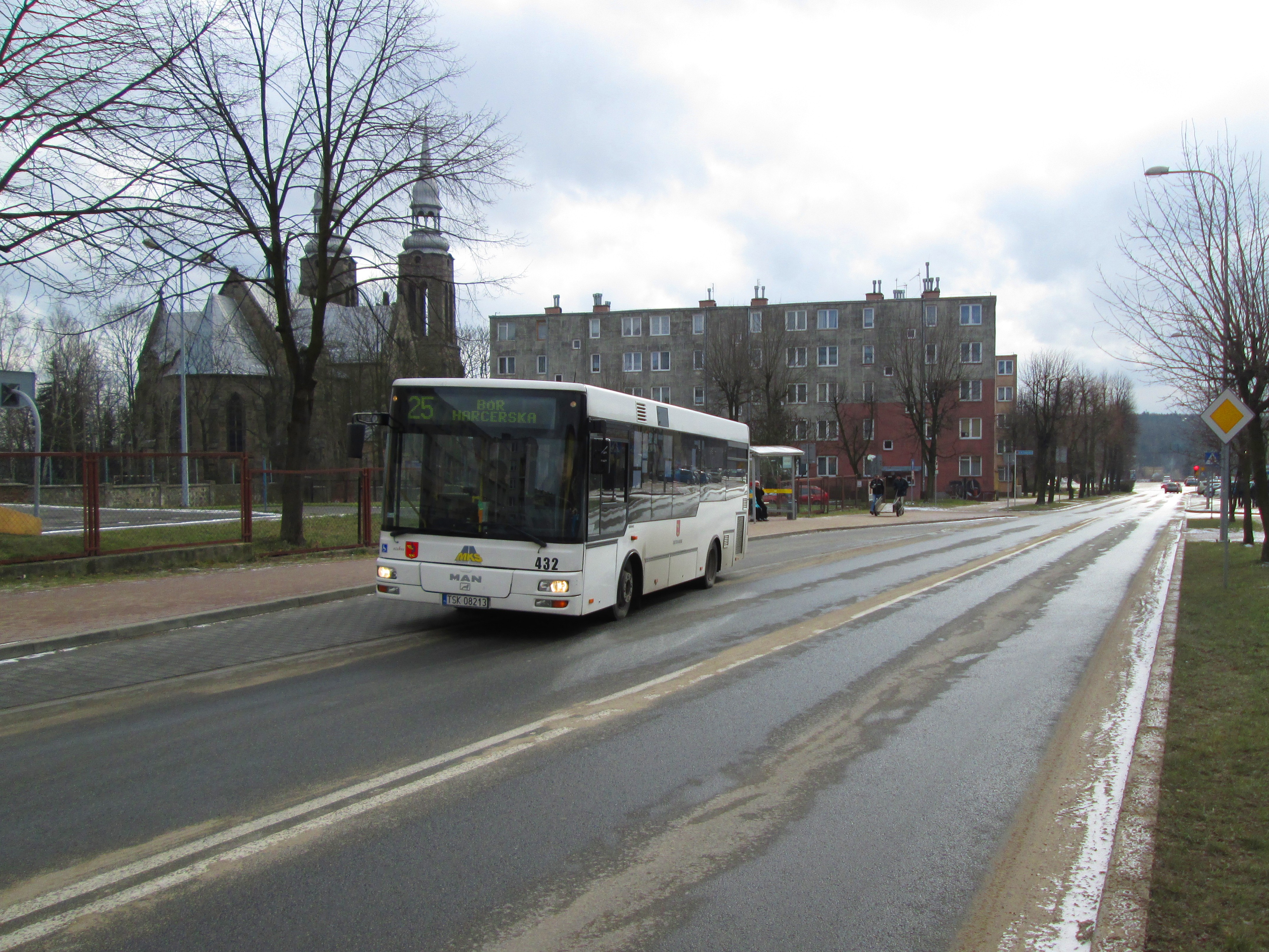
Jeden z pojazdów MAN NM 223 na linii 25

W roku 2014 MKS zakupił kolejne cztery autobusy klasy „midi” MAN NM 223. Jeden z nich, jako pierwszy wśród taboru przewoźnika, posiada klimatyzację; pochodzi z niemieckiego lotniska. Pojazdy charakteryzowały się niskim przebiegiem, dobrym stanem technicznym i atrakcyjną ceną, co skłoniło do ich zakupu.
Konrad Krönig, zwycięzca wyborów samorządowych na prezydenta miasta Skarżyska-Kamiennej w roku 2014, w kampanii wyborczej zapowiedział gruntowną modernizację komunikacji miejskiej w Skarżysku-Kamiennej – zmianę nazwy na bardziej standardową – Miejskie Przedsiębiorstwo Komunikacyjne, wymianę taboru, modernizację infrastruktury (przystanki, pętle, wiaty, system informacji pasażerskiej), zmianę składu zarządu i władz przedsiębiorstwa.
W wyniku ogłoszonego przetargu, mimo trudnej sytuacji finansowej, 17 lutego 2015 r. na stan skarżyskiego przewoźnika trafiły 3 używane pojazdy Neoplan N4416 Centroliner, sprowadzone z Niemiec. Autobusy mają długość 12 metrów, są wyposażone w elektroniczne pulpity kierowcy, przystosowane są także dla potrzeb przewozu osób niepełnosprawnych. Ruch liniowy miał rozpocząć się z dniem 2 kwietnia 2015.
Jednocześnie na sprzedaż wystawiono 5 pojazdów Jelcz PR110M i jednego Jelcza Vero. Oferta zakończyła się sprzedażą autobusu Jelcz Vero oraz jednego pojazdu Jelcz PR110M, który trafił w ręce miłośników komunikacji miejskiej i ma służyć jako pojazd zabytkowy. Pozostałe autobusy Jelcz dalej pracują w MKS.
Na konferencji prasowej, która odbyła się 1 kwietnia 2015, prezes przedsiębiorstwa, Bartosz Iskra, poinformował o stanie finansowym skarżyskiego przewoźnika oraz o trwającej restrukturyzacji; przedstawiono także plany i założenia dla dalszej działalności spółki. Okazało się, że posłuszeństwa coraz częściej odmawiają pojazdy marki MAN i z tego powodu wymagają generalnego remontu ich jednostki napędowe. Koszta takich napraw oraz utrzymania starszych pojazdów są nierentowne. Z kalkulacji zarządu wynika, że długofalowo bardziej opłacalny jest zakup nowszych pojazdów w lepszym stanie technicznym.
W planach poprawy sytuacji finansowej Miejskiej Komunikacji Samochodowej jest konsolidacja kredytów zaciągniętych przez poprzednie władze spółki w parabankach. Kolejne korzyści finansowe ma przynieść rozwój innych obszarów oferty MKS – reklam na autobusach, stacji przeglądów technicznych oraz stacji paliw. Prezes Iskra planuje przywrócenie elektronicznych ekranów reklamowych we wnętrzach autobusów, rozszerzenie oferty reklam na zewnątrz pojazdów. Celem oszczędności planuje się także wprowadzenie możliwości przeglądów technicznych autobusów we własnym zakresie – do tej pory przeglądy taboru wykonywano w zewnętrznych podmiotach.
Od chwili zmiany prezesa MKS, przychód z zakresu serwisu samochodów osobowych wzrósł o 200%. Zatrudniony został także na pół etatu psycholog, który pomocą służy kierowcom autobusów. Ma to docelowo wpłynąć pozytywnie na jakość ich pracy.
Ważniejsze wydarzenia
- 10 września 2005 r. wprowadzono pierwszego z czterech Mercedesów O303-11ÜHE.
- 6 czerwca 2007 r. Rada Nadzorcza MKS stosunkiem głosów 3 do 2 odwołała prezesa Edwarda Osucha i powołała na stanowisko prezesa MKS Jerzego Marka Gajewskiego[8].
- 1 października 2008 r. dotarło 5 zakupionych przez MKS autobusów niskopodłogowych. Są to: 2 Autosany H7.20 „Solina”, 3 Jelcze M083 „Libero”. Jednocześnie planuje się skasowanie 4 Jelczy PR110M[9].
- 5 czerwca 2010 r. odbyła się uroczystość Jubileuszu 55-lecia firmy[10].
- 6 lipca 2013 r. z eksploatacji wycofano Jelcze M11 – odbył się symboliczny pożegnalny przejazd autobusem o numerze #363 po historycznych trasach obsługiwanych tymi pojazdami. Był to także pierwszy przejazd współorganizowany przez skarżyskich miłośników komunikacji miejskiej[11].
- 2 lutego 2015 r. po posiedzeniu Rady Nadzorczej Miejskiej Komunikacji Samochodowej, Jerzy Gajewski został odwołany z funkcji prezesa zarządu, a jego następcą wybrany został Bartosz Iskra[12],
- od 3 listopada 2015 r. likwidacja linii nr. 2, 11 i 21. Dojazd do granic Skarżyska-Kamiennej dotyczyć będzie linii nr. 5, 10, 17 i 22. Linię ,,A” będzie obsługiwać MZK Starachowice.
- od 1 stycznia 2017 r. wprowadzone zostały zmiany w rozkładzie jazdy MKS, polegające głównie na podziale wariantów danych linii na osobne linie[13].
- 28 czerwca 2024 r. na posiedzeniu Rady Nadzorczej Miejskiej Komunikacji Samochodowej odwołany został prezes zarządu Bartosz Iskra, a kilka dni później na następce wybrana została Diana Niewczas-Nowak[14].

## Wykaz linii

### Funkcjonujące linie
Poniższa tabela zawiera funkcjonujące obecnie (2023) linie autobusowe obsługiwane przez MKS Skarżysko-Kamienna. Opracowano na podstawie rozkładów jazdy dostępnych na stronie komunikacji miejskiej w Skarżysku-Kamiennej.
| nr | przebieg trasy                                                                             |
| -- | ------------------------------------------------------------------------------------------ |
| 1  | Wiejska Przychodnia Kolejowa / Szydłowiecka Pętla – Łyżwy Wysypisko / Langiewicza Cmentarz |
| 2  | Szydłowiecka Pętla – 1 Maja Jeżynowa                                                       |
| 5  | Ekonomii Zakłady Metalowe nr 2 – 3 Maja Posadaj                                            |
| 7  | Wiejska Przychodnia Kolejowa / Szydłowiecka Pętla – Krakowska Pętla / Kilińskiego          |
| 8  | Ekonomii Zakłady Metalowe nr 2 – 1 Maja MKS                                                |
| 9  | Rycerska Lipowe Pole – 1 Maja MKS                                                          |
| 12 | Wiejska Przychodnia Kolejowa – Wojska Polskiego Pętla                                      |
| 14 | Wiejska Przychodnia Kolejowa – Młodzawy Ogródki Działkowe / Jaracza                        |
| 15 | Wiejska Przychodnia Kolejowa – Asfaltowa Zakłady Metalowe nr 3                             |
| 18 | Langiewicza Cmentarz – Rajdowa Pętla                                                       |
| 19 | Langiewicza Cmentarz – Kilińskiego Pętla                                                   |
| 22 | Rycerska Warszawska – Łyżwy Wysypisko / 1 Maja Jeżynowa                                    |
| 25 | Langiewicza Cmentarz – Wojska Polskiego Pętla                                              |
| 26 | Paryska Zalew – Szydłowiecka                                                               |

### Linie zlikwidowane
Poniższa tabela zawiera wykaz nieistniejących linii na rok 2017.
| nr | przebieg trasy | data wprowadzenia | data likwidacji |
| -- | --- | ----------------- | --------------- |
| 2  | Baza MKS • 1 Maja • Towarowa • Piłsudskiego • Niepodległości • Legionów • Młodzawy • Parszów • Mostki • Suchedniów Langiewicza                                                                          | ?                 | 2015.11.03      |
| 3  | 1 Maja • Towarowa • Piłsudskiego • Niepodległości • Legionów • Krakowska • Suchedniów: Warszawska • Mickiewicza                                                                                         | ?                 | 2013.09.02      |
| 3  | BAZA MKS • 1 Maja • Towarowa • Piłsudskiego • Niepodległości • Legionów • Krakowska • Suchedniów: Warszawska • Mickiewicza • Bodzentyńska • Berezów • MICHNIÓW                                          | 2011.11.12        | 2015.09.01      |
| 4  | Szydłowiecka • Rejowska • Sokola • Niepodległości • Słowackiego • Tysiąclecia • Krasińskiego • Piłsudskiego • Norwida • Metalowców • Legionów • Krakowska • Wojska Polskiego • Brzask • Bliżyn • Sorbin | ?                 | 2016.01.01      |
| 6  | Dworzec Gł. • Sokola • Tysiąclecia • Krasińskiego • Piłsudskiego • Warszawska • Główna • Rajdowa | 2010.05.29        | 2013.01.12      |
| 6  | Czerwonego Krzyża • 1 Maja • Niepodległości • Armii Ludowej (Legionów) • Staffa • Sportowa (Dworzec Zach.) • Skałka                                                                                     | ?                 | początek XXI w. |
| 8  | Dworzec Gł. • Sokola • Wiejska • Zgodna (Armii Krajowej) • Graniczna (Piłsudskiego) • Norwida • Metalowców • Legionów (Z-1)                                                                             | ?                 | ?               |
| 10 | Szpitalna • Wiejska • Sokola • Tysiąclecia • Piłsudskiego • Towarowa • 1 Maja • Skarżysko Kościelne • Grzybowa Góra • Jagodne                                                                           | ?                 | 2015.12.31      |
| 10 | Szpitalna • Wiejska • Sokola • Tysiąclecia • Piłsudskiego • Niepodległości • Legionów • Jaracza • Młodzawy • Ekonomii • 11 Listopada • Towarowa • 1 Maja • JEŻYNOWA                                     | 2016.01.01        | 2023.03.31      |
| 11 | Baza MKS • 1 Maja • Towarowa • Piłsudskiego • Niepodległości • Sokola • Tysiąclecia • Piłsudskiego • Norwida • Metalowców • Legionów • Krakowska • Suchedniów • Łączna Urząd gminy                      | ?                 | 2015.11.03      |
| 13 | Rynek • Czerwonego Krzyża • 1 Maja • Towarowa • Niepodległości • Legionów • Krakowska • Wojska Polskiego • Bliżyn • Sorbin • Kucębów Dolny                                                              | ?                 | 2016.01.01      |
| 17 | Ekonomii • Legionów • Niepodległości • Piłsudskiego • Towarowa • 1 Maja • Skarżysko Kościelne: Kościelna • Iłżecka • Grzybowa Góra • Gadka                                                              | ?                 | 2016.01.01      |
| 20 | Szydłowiecka • Niepodległości • Sokola • Wiejska • Armii Krajowej • Piłsudskiego • Norwida • Metalowców • Legionów • Staffa • Sportowa (Dworzec Zach.) • Wioślarska • Słoneczna                         | ?                 | ?               |
| 21 | Jaracza • Chałubińskiego • Legionów • Niepodległości • Piłsudskiego • Towarowa • 1 Maja • Skarżysko Kościelne: Kościelna • Świerczek • Kierz Niedźwiedzi                                                | ?                 | 2015.11.03      |
| 23 | Rzemieślnicza • Niepodległości • Słowackiego • Krasińskiego • Graniczna (Piłsudskiego) • Norwida • Metalowców • Armii Ludowej (Legionów) • Krakowska • Wojska Polskiego • Bliżyn • Ubyszów • Majdów     | ?                 | ?               |
| 24 | Łyżwy • 1 Maja • Towarowa • 11 Listopada • Ekonomii • Legionów • Metalowców • Norwida • Piłsudskiego • Krakowska • Główna • Wieżowa                                                                     | 1990              | ?               |
| 27 | Rzemieślnicza • Skarżysko Książęce | 1982              | ?               |
| 28 | Skałka (Z-3) • Gadka | 1983              | ?               |
| 29 | Legionów (Z-1) • Pogorzałe | 1983              | ?               |
| 30 | Dworzec PKP • Niepodległości • Armii Ludowej (Legionów)• Legionów (Z-1) | 1983              | ?               |
| 31 | Rzemieślnicza • Krakowska • Wojska Polskiego • Bliżyn • Sorbin • Odrowążek | 1983              | ?               |
| 32 | Czerwonego Krzyża • 1 Maja • Niepodległości • Armii Ludowej (Legionów) • Krakowska • Suchedniów (Bugaj)                                                                                                 | 1983              | ?               |
| 33 | Dworzec PKP • Sokola • Tysiąclecia • Krasińskiego • Norwida • Metalowców • Armii Ludowej (Legionów) • Młodzawy • Parszów • Wielka Wieś • Wąchock (Rynek)                                                | 1984              | ?               |
| 34 | Kolonia Górna • Armii Ludowej (Legionów) • Niepodległości • 1 Maja • Skarżysko Kościelne • Świerczek | 1984              | ?               |
| 35 | Czerwonego Krzyża • 1 Maja • Waryńskiego (11 Listopada) • Ekonomii • Młodzawy • Parszów • Mostki • Suchedniów (Bugaj)                                                                                   | 1985.01.22        | ?               |
| 36 | Dworzec PKP • Niepodległości • 1 Maja • Świerczek • Zbijów Mały | 1985.09.02        | ?               |
| 37 | Łyżwy • 1 Maja • Towarowa • Niepodległości • Słowackiego • Krasińskiego • Graniczna (Piłsudskiego) • Norwida                                                                                            | ok. 1986-1987     | ?               |
| A  | Dworzec PKP • Niepodległości • Legionów • Młodzawy • Parszów • Wielka Wieś • Wąchock • Starachowice: Kielecka • Radomska • Konstytucji 3 Maja • Partyzantów • Kopalniana                                | ?                 | 2015.11.03      |

## Tabor
Zestawienie przedstawia wykaz taboru według stanu na maj 2025.

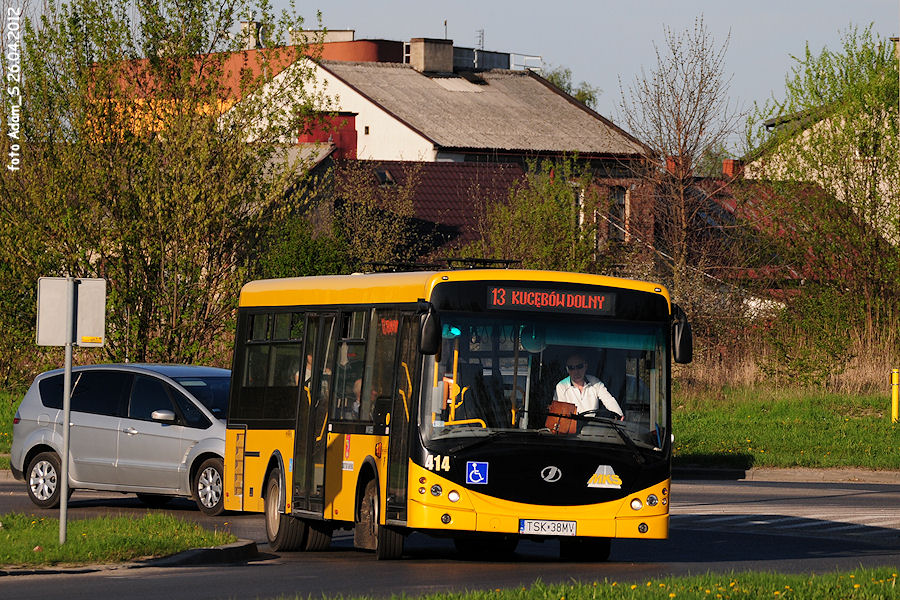
Jelcz Libero należący do MKS Skarżysko-Kamienna

| Model autobusu                                                 | W ekploatacji od                                               | Numer taborowy                                                 | Wyposażenie                                                    | Liczba |
| -------------------------------------------------------------- | -------------------------------------------------------------- | -------------------------------------------------------------- | -------------------------------------------------------------- | ------ |
| Autosan H7-20.07                                               | 2008                                                           | 410, 411                                                       | przewóz osób na wózkach                                        | 2      |
| Jelcz M083C Libero                                             | 2008                                                           | 412, 413, 414                                                  | przewóz osób na wózkach                                        | 3      |
| MAN NL263                                                      | 2017                                                           | 441, 442, 443, 445, 451, 452, 471                              | przewóz osób na wózkach                                        | 7      |
| MAN NL313                                                      | 2017                                                           | 453, 454, 455, 456, 457                                        | przewóz osób na wózkach                                        | 5      |
| MAN NL313 Lion`s City                                          | 2022                                                           | 459, 462, 465                                                  | przewóz osób na wózkach                                        | 3      |
| MAN NÜ263 Lion`s City Ü                                        | 2022                                                           | 460                                                            | przewóz osób na wózkach                                        | 1      |
| MAN NÜ273 Lion`s City Ü                                        | 2022                                                           | 461                                                            | przewóz osób na wózkach                                        | 1      |
| MAN NL243 Lion`s City                                          | 2023                                                           | 469                                                            | przewóz osób na wózkach                                        | 1      |
| MAN NÜ313 Lion`s City                                          | 2023                                                           | 467, 468, 470                                                  | przewóz osób na wózkach                                        | 3      |
| MAN NL263 Lion`s City                                          | 2024                                                           | 472, 473                                                       | przewóz osób na wózkach                                        | 2      |
| MAN NL273 Lion`s City                                          | 2024                                                           | 474                                                            | przewóz osób na wózkach                                        | 1      |
| Wszystkie pojazdy                                              | Wszystkie pojazdy                                              | Wszystkie pojazdy                                              | Wszystkie pojazdy                                              | 29     |
| Udział autobusów niskopodłogowych i niskowejściowych we flocie | Udział autobusów niskopodłogowych i niskowejściowych we flocie | Udział autobusów niskopodłogowych i niskowejściowych we flocie | Udział autobusów niskopodłogowych i niskowejściowych we flocie | 100%   |